# Louis Méjan
Pour les articles homonymes, voir Méjan.
Louis Gédéon Méjan, né le 15 juin 1874 à Codognan et mort le 13 janvier 1955 à Carqueiranne, est un haut fonctionnaire et un homme politique français.

## Biographie
Louis Méjan est issu d'une famille protestante. Il est fils et frère de pasteurs,.
Il réalise une thèse de droit à l'université de Paris, en 1900, consacrée à « L’émiettement du sol dans la petite propriété rurale en France ». Il entre dans la haute fonction publique et participe à des cabinets ministériels, d'abord avec Ernest Monis, garde des sceaux du gouvernement Waldeck-Rousseau, puis auprès d'Aristide Briand, lorsque celui-ci est rapporteur de la loi de séparation des Églises et de l'État en 1905. Louis Méjean joue un rôle important pour la rédaction du rapport et des textes d'application de cette loi ; selon Nicolas Roussellier, il s'attache à « conforter les principes libéraux de la loi ». Il a ensuite à appliquer la loi comme directeur des Cultes.
Le 16 juillet 1912, il est nommé préfet du Tarn, puis en septembre de la même année, devient directeur de l'imprimerie nationale.
Conseiller général du Gard, il est élu sénateur du Gard en 1924, inscrit au groupe de la Gauche radicale. Il est réélu en janvier 1930 mais il démissionne, en juin 1930, de son siège de sénateur et du conseil général du Gard.

### Vie personnelle
Il se marie le 3 août 1907 à Toulon avec Lucie Jauréguiberry, fille d'Horace Jauréguiberry, auteure d'un ouvrage sur son époux,.
Leur fils, François Méjan, est conseiller d'État (1960-1978), conseiller juridique de l'Église réformée de France, et président de la Société de l'histoire du protestantisme français (1978-1982),. Leur fille, Violette Méjan, est auteure d'une thèse sur la séparation des Églises et de l'État dans laquelle elle étudie le rôle de Louis Méjan.

### Hommage
- Une rue de Codognan porte son nom[3]. Une première rue portant le nom de Louis Méjan avait été rebaptisée rue des Écoles au début des années 1930, après la faillite de la banque familiale, la Banque régionale du Gard[11],[12]) et la démission de ses fonctions d'élus de Louis Méjan, c'est elle qui retrouve son intitulé préalable[3].